# Acanthermia palearis
Acanthermia palearis là một loài bướm đêm trong họ Noctuidae.